# Cristian Baroni
Cristian Mark Junio Nascimento Oliveira Baroni (Belo Horizonte, 25 juli 1983) - alias Cristian - is een Braziliaans oud-voetballer die bij voorkeur als middenvelder speelde.

## Clubcarrière
Hij tekende in januari 2015 een contract bij SC Corinthians, nadat hij in de voorgaande zes maanden geen club had.